# Melchior Ndadaye
 (janvier 2022).
Si vous disposez d'ouvrages ou d'articles de référence ou si vous connaissez des sites web de qualité traitant du thème abordé ici, merci de compléter l'article en donnant les références utiles à sa vérifiabilité et en les liant à la section « Notes et références ».
Melchior Ndadaye, né le 28 mars 1953 à Murama, dans la commune de Nyabihanga, de la province de Muramvya au Burundi et mort assassiné au cours d'un coup d'État le 21 octobre 1993 à Bujumbura, est un homme d'État burundais appartenant au groupe ethnique majoritaire du pays, les Hutus. Premier président Hutu démocratiquement élu au Burundi, investi le 10 juillet 1993, il est assassiné après 102 jours de pouvoir. 

## Jeunesse
Fils de Pie Ndadaye et Thérèse Bandushubwenge, Melchior Ndadaye était l'aîné de dix enfants, dont sept étaient encore en vie au jour de son assassinat (trois frères et quatre sœurs). Il est marié à Laurence Nininahazwe, avec laquelle il a trois enfants : Guéva, Tika et Libertas.
De 1966 à 1972, il fréquente l'École normale de Gitega, qu'il doit quitter en 1972 à la suite des événements dramatiques qui secouent son pays natal, pour se réfugier au Rwanda, où il achève ses études secondaires à Butare, jusqu'en 1975, avant de fréquenter la Faculté des Sciences de l'Éducation de l'Université Nationale du Rwanda, toujours à Butare.
De 1987 à 1992, alors qu'il est en pleine activité professionnelle, Melchior Ndadaye suit une formation bancaire à l'Institut des Techniques de Banque du Conservatoire national des arts et métiers, en France.

## Itinéraire politique
Melchior Ndadaye participe à la création, le 3 janvier 1976, du Mouvement des Étudiants Progressistes Barundi au Rwanda (BAMPERE), dont il est président jusqu'en 1979. 
En août 1979, il participe à la fondation du Parti des Travailleurs du Burundi (UBU), qu'il quitte en 1983, à la suite de divergences de vue sur les stratégies à adopter pour renforcer le mouvement démocratique au Burundi.
En 1986, Melchior Ndadaye est l'un des principaux membres fondateurs, du Front pour la démocratie du Burundi (FRODEBU) (Sahwanya-Frodebu), parti à l'origine clandestin, officialisé en 1991, qu'il préside jusqu'à sa victoire électorale aux élections présidentielle et législatives des 1er et 29 juin 1993.
Premier Secrétaire de l'Union des Travailleurs du Burundi (UTB) dans la province de Gitega, il est emprisonné, pour des motifs politiques, du 28 octobre au 28 décembre 1988, à la suite de son intervention au cours d'une réunion convoquée par le gouverneur de Gitega, le 23 octobre 1988, au sujet des troubles de Ntega et Marangara.
Désigné le 18 avril 1993, lors d'un Congrès extraordinaire comme candidat de son parti à l'élection présidentielle, Melchior Ndadaye sera soutenu par trois autres partis : le PP, le RPB et le PL.
Le 1er juin 1993, Melchior Ndadaye (FRODEBU) remporte, dès le premier tour, la première élection présidentielle au suffrage universel de l'histoire du Burundi, en ayant obtenu 64,79 % des suffrages, contre 32,47 % au candidat de l'UPRONA l'Union pour le progrès national, Pierre Buyoya et seulement 1,44 % au candidat du PRP, Pierre-Claver Sendegeya, arrivé en troisième position.

## Présidence de la République

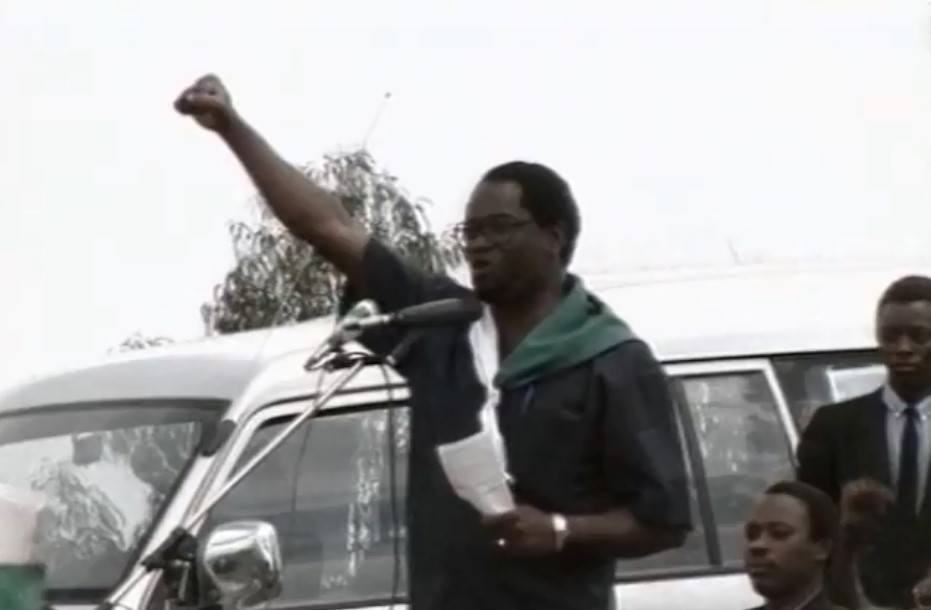
Melchior Ndadaye s'exprimant lors d'un rassemblement du FRODEBU après son élection à la présidence du Burundi.

Premier président élu du Burundi, Melchior Ndadaye était de l'ethnie Hutu, alors que le pays était dominé de longue date par la minorité Tutsi. Dépossédés de leurs pouvoirs, les Tutsis avaient gardé le contrôle de l'armée. Cependant, Ndadaye a nommé une Tutsi, Sylvie Kinigi, comme Premier ministre de son gouvernement qui a pris très à cœur sa mission de mettre en place l'unité entre les deux groupes ethniques qu'elle considérait comme prioritaire. C'était la première femme à accéder aux fonctions de Premier ministre au Burundi.
Sur le plan international, Ndadaye a assisté à la signature des accords d'Arusha, un accord de paix destiné à mettre fin à la guerre civile rwandaise, le 4 août. Ses relations avec le président rwandais Juvénal Habyarimana étaient ténues. En septembre, il s'est rendu au siège des Nations unies et s'est adressé à l'Assemblée générale. Le 18 octobre, il a participé à un sommet des pays francophones à Maurice.

## Assassinat et début de la guerre civile

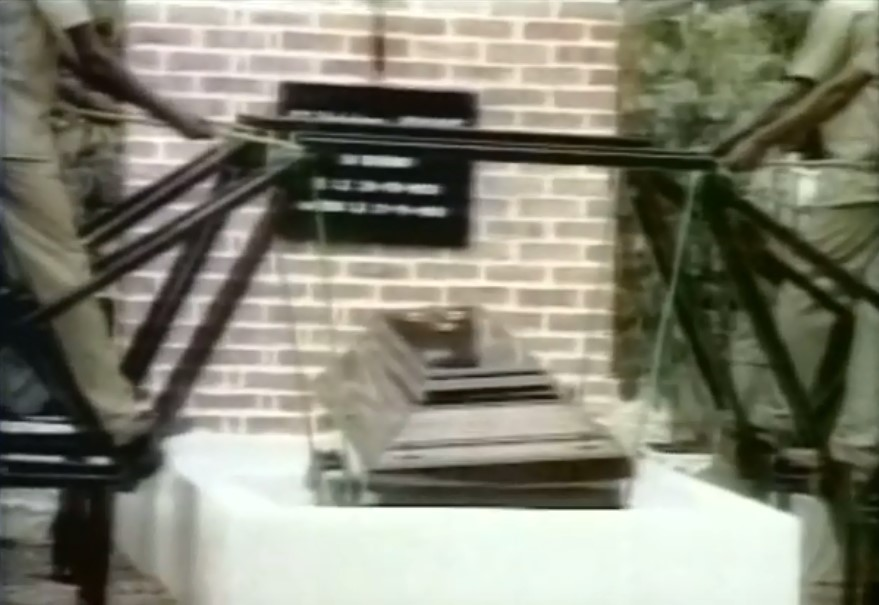
Inhumation de Melchior Ndadaye

Melchior Ndadaye est assassiné au cours d'un coup d'État sanglant dans la nuit du 20 au 21 octobre 1993. À l'aube de cette journée, des soldats attaquent le palais présidentiel, d'où Ndadaye arrive à s'enfuir. Le palais quasiment détruit, la traque du président s'achève dans le camp militaire où il avait réussi à se réfugier.
Au cours de ce coup d'État, Pontien Karibwami, président de l'Assemblée nationale, Gilles Bimazubute, vice-président de l'Assemblée nationale, et Juvénal Ndayikeza, ministre de l'Administration du Territoire et du Développement communal, trouvent également la mort. Ce coup de force va déchaîner des violences inter-ethniques dans tout le pays, déclenchant une guerre civile, qui fait, selon les estimations, entre 50 000 (chiffre avancé par la Commission internationale d'enquête des ONG) et 100 000 (chiffre avancé par les délégués du Haut commissariat aux Réfugiés), voire 200 000 morts (chiffre avancé par certains rescapés burundais). 
Quelques jours après sa mort, le vice-président radical du Rwanda voisin, Froduald Karamira lance un appel pour prendre les armes et éliminer les Tutsis.